# Den britiske blokade af Tyskland
Den Britiske Blokade af Tyskland, fandt sted fra 1914 til 1919. Det var en flådeoperation dirigeret af Ententemagterne i Første Verdenskrig, i et forsøg på at begrænse de maritime forsyninger til de Centrale Magter, inklusiv Østrig-Ungarn, Osmannerriget, og primært Tyskland. Det bliver anset som en af de vigtigste grunde til, at Ententemagterne vandt krigen. Det menes, at imellem 424,000 - 863,000 Tyske civile døde af sult og sygdom grundet blokaden.  